# Stangenglas

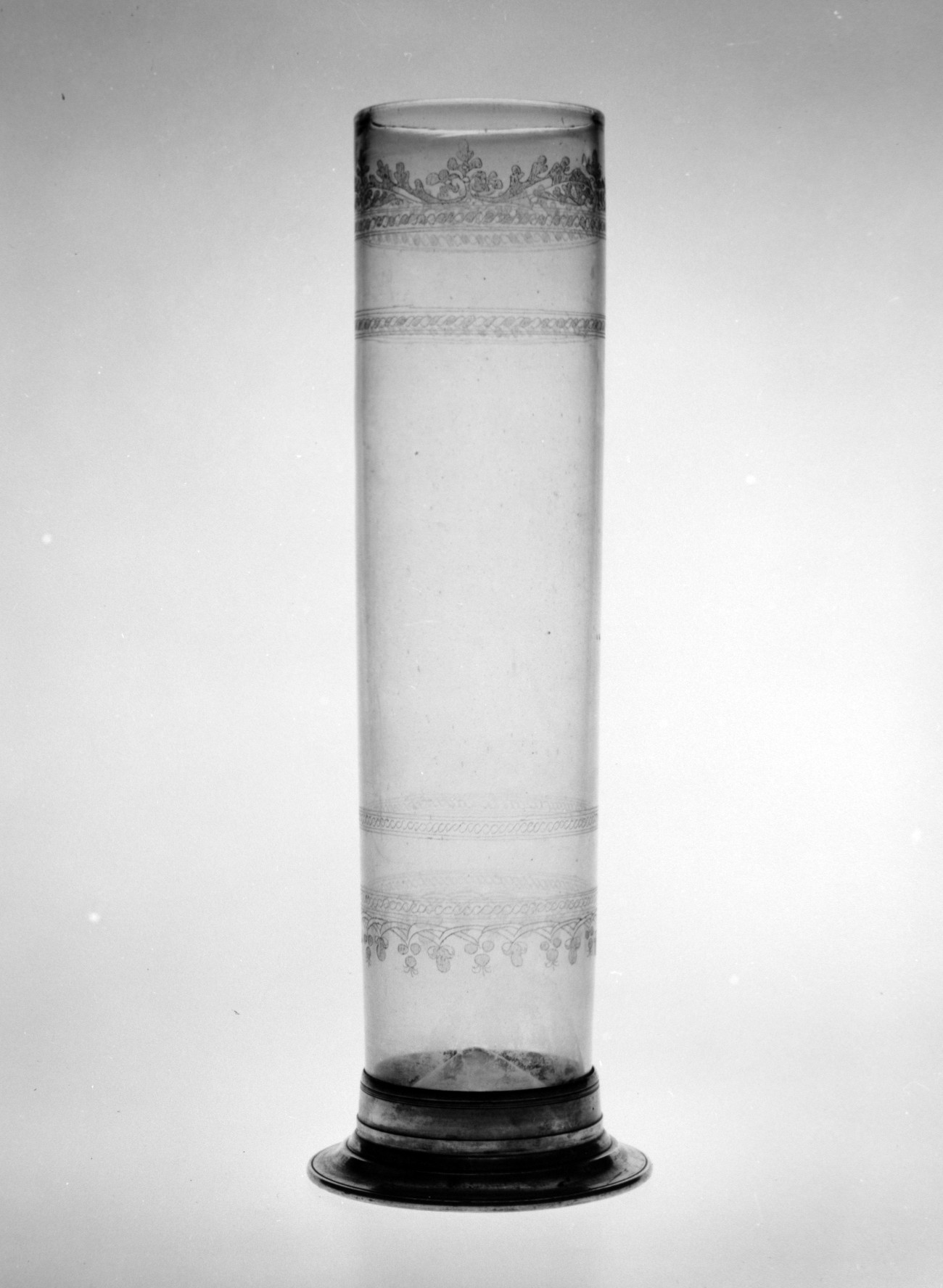
Stangenglas

Ein Stangenglas oder Stangenbecher ist ein hohes zylindrisches oder leicht konisches Glasgefäß, typischerweise mit einem Standring und teilweise tief eingezogenem Boden. Die Ursprünge liegen im 15. Jahrhundert. Es wurde zum Teil mit verschiedenartigem Dekor versehen, wie in Form von Nuppen (aufgeschmolzenen Glaswarzen) oder Bemalungen in Emailfarben. Zu den Stangengläsern gehören z. B. Passgläser, Bandwurmgläser (mit aufgeschmolzener schraubenförmig umlaufender Fadenauflage) und Spechter.